# Fort-600
Fort-600 (ukrajinsky Форт-600) je ruční granátomet ráže 40 mm vyráběný ukrajinskou společností RPC Fort jako licenční varianta švýcarského typu Brügger & Thomet GL-06. Je určen k boji s živou silou na vzdálenost 50–400 m anebo může být použit ke střelbě neletálních projektilů.